# Antoni Roca Cabanellas
Antoni Roca Cabanellas   (Palma, 17 de febrer de 1909 - Madrid, 9 de setembre de 1986) fou un arquitecte mallorquí, fill del també arquitecte Francesc Roca i Simó i germà de l'arquebisbe Miquel Roca Cabanellas.

## Biografia
Neix a Mallorca i al poc temps la seva família es trasllada a l'Argentina, on hi resideix fins 1915 que retornen a Mallorca. El 1924 la família marxa a Madrid i allà cursaria estudis superiors en l'Escola Superior d'Arquitectura de Madrid, on es titula l'any 1935. La Guerra Civil el sorprèn a Madrid i roman a la capital durant tot el conflicte, exercint com a cap de la Brigada de Socorro de Bombardeo del Distrito Centro.
Al acabar la guerra de seguida esdevé un càrrec destacat dins el règim franquista en matèria d'habitatge. Així, el 1939 torna a Mallorca com a delegat provincial de l'Instituto Nacional de la Vivienda i assumeix el càrrec d'arquitecte de l'Obra Sindical del Hogar a les Illes Balears, càrrecs que va mantenir durant quasi vint anys. Entre d'altres, va ser responsable de la planificació i disseny de part dels grups d'habitatges protegits impulsats pel règim durant els anys 40 i 50 a les Illes. Aquestes intervencions es caracteritzen per la funcionalitat, senzillesa i sobrietat decorativa, sovint mancades de comoditats i serveis elementals, sense mostrar un estil personal. Des de 1943 també se'n va fer càrrec de les construccions escolars públiques, arran la mort del seu responsable Guillem Forteza i Pinya.
A part va dur a terme altres encàrrecs oficials i va signar nombrosos projectes per a particulars, molts d'ells ja desapareguts. En les seves obres bascula entre el regionalisme i el racionalisme, afegint en els darrers anys un eclecticisme de caràcter triomfalista propi dels primers anys del franquisme. El 1957 va ser nomenat arquitecte de l'Obra Sindical del Hogar a Madrid, on hi treballaria fins a la seva jubilació el 1977. Allà residiria fins a la seva mort, el 1986.
També destaca per haver dissenyat, conjuntament amb el seu pare Francesc Roca Simó i l'escultor Josep Ortells, el Monument a les víctimes del creuer Baleares.

## Obra

### Grups residencials
- Grupo Molinar de Levante (carrer Joan Maragall) (Palma, 1941)
- Grupo Generalísimo Franco (Alaró, 1947)
- Grupo José Antonio, conegut com Cases Barato (Inca, 1947)
- Grupo Generalísimo Franco, conegut com Corea (Palma, 1955)
- Grupo Santa Margarita (Eivissa, 1955) (desaparegut)
- Grupo Virgen de Lluc (Palma, 1957)
- Grupo Virgen del Carmen (Maó)

### Altres encàrrecs oficials
- Delegació de Sindicats (Palma, 1947)
- Col·legi de La Salle (actualment jutjats de les avingudes) (Palma, 1950-54)
- Reforma de Can Berga (Palma, 1951-56)

### Monuments
- Monument a les víctimes del creuer Baleares (Palma, 1939-47)